# Абхидхарма
Абхидха́рма (санскр. अभिधर्म, IAST: abhidharma, букв. «верховный закон», «высшая дхарма», «высшее учение», кит. 阿毘曇/阿毘达磨); Абхидхамма (пали) — буддийское учение, систематично, непротиворечиво и абстрактно описывающее мироустройство, прежде всего как явления сознания, и явления природы, буддийская метафизика (так традиционно переводится название учения); Абхидхарму можно считать буддийской мировоззренческой философией и психологией. К Абхидхарме относится определённая категория буддийских источников, берущих начало от Абхидхамма-питаки — части Типитаки — палийского буддийского канона.
В Абхидхарме более фундаментально и методично излагаются те знания, которые спонтанно и несистематически изложены в повествовательной традиции сутр. Известно, что не все древние буддийские школы имели Абхидхарму, а также, что содержание этой части канона различалось от школы к школе. В настоящее время большинство буддологов считает, что тексты Абхидхармы были составлены позднее времени раскола раннебуддийской общины на доктринально различные школы.

## Абхидхарма втхераваде
Абхидхамма-питака — третья корзина канона Типитака тхеравады. В Абхидхарму входят семь разделов (трактатов):
1. Дхамма Сангани ('Перечисление факторов') — описывает фундаментальные явления (дхаммы) с которыми сталкивается человеческий опыт.
2. Вибханга ('Анализ') — Анализ части Дхамма Сангани.
3. Катха Ваттху ('Трудные вопросы') — Список ответов на вопросы монахов по поводу практик, собранные учёным Моналипутта Тисса после Буддийского Собора, созванного царём Ашокой в III веке до н. э..
4. Пуггала Паннятти ('Описания индивидуальностей') — перечисление типов личности, знание этих типов полезно для индивидуальной ориентации обучения.
5. Дхату Катха ('Дискуссия об элементах') — Список вопросов и ответов по содержанию Вибханга.
6. Ямака ('Пары') — повторение содержания Вибханга, Дхату Катха и Катха Ваттху.
7. Паттхана ('Отношения') — Законы, по которым дхамма проявляется и функционирует, в соответствии с Дхамма Сангани.

Данные тексты составлялись в период от 400 до н. э. по 250 до н. э., самый ранний текст — Дхамма Сангани, самый поздний — Катха Ваттху. Дополнительно писались ещё после-канонические книги, чтобы более прояснить содержание, наиболее известны из них Висуддхимагга (Буддхагхоша, книга не принадлежит к абхидхармической литературе) и Абхидхаммаватара (Буддхадата). Дальнейшее развитие тхеравадинская Абхидхарма получила в средневековой Бирме.
На западе сочинения Абхидхарма переводились в последнюю очередь, отчего важные аспекты буддийской философии выпадали из рассмотрения исследователей до второй половины XX века. Однако изучение Абхидхармы позволило значительно улучшить понимание буддизма. В России специалистом по тхеравадинской Абхидхамме является буддолог Андрей Парибок.
В рамках традиции Тхеравады учёные бхиккшу из разных стран уделяют разное внимание Абхидхарме.
Согласно «Аттхасалини», комментарию к «Дхаммасангани», Будда проповедовал Абхидхарму на небесах Таватимса, где её слушали существа, собравшиеся со всей Вселенной, в том числе царица Майя, мать Сиддхартхи Гаутамы, переродившаяся на небесах Тридцати трёх богов. Проповедь длилась три месяца, в течение которых Будда ежедневно возвращался в своё физическое тело, чтобы принять пищу, и беседовал с Шарипутрой о преподанной части учения. Позднее Шарипутра передал свои знания своим пятистам ученикам.

## Абхидхарма всарвастиваде
Абхидхарма в сарвастиваде состоит также из семи текстов. Сравнение показывает, что вряд ли они имеют один и тот же источник с традицией тхеравадинской абхидхармы. Катха Ваттху и Пуггала Паннатти не имеют аналогов в сарвастиваде.
Следующие тексты имеются в абхидхарме традиции сарвастивады:
1. Сангитипарьяя[англ.] (IAST: Sangītiparyāya) — 'Рассуждения о Сангити'
2. Дхармаскандха[англ.] (IAST: Dharmaskandha) — 'Совокупность факторов'
3. Праджняптишастра[англ.] (IAST: Prajñaptiśāstra) — 'Трактат об указаниях'
4. Дхатукая[англ.] (IAST: Dhātukāya) — 'Тело элементов'
5. Виджчанакая[англ.] (IAST: Vijñānakāya) — 'Тело воспринимающего сознания'
6. Пракаранапада[англ.] (IAST: Prakaranapāda) — 'Описание'
7. Джнянапрастхана[англ.] (IAST: Jñānaprasthāna) — 'Основы Знаний'

Итог сарвастивадинской абхидхармической традиции — Махавибхаша («Великое истолкование») — монументальный комментарий к Джнянапрастхане, созданный в первой половине II века н. э. во время третьего собора сарвастивадинов под эгидой царя Канишки.
Хорошо известно сочинение Васубандху Абхидхармакоша («Энциклопедия Абхидхармы»), в котором абхидхармистская традиция Махавибхаши сводится воедино и детально объясняется. Это сочинение активно изучается и используется школами махаяны, как в Тибете так и на Дальнем Востоке.
На Дальнем Востоке сарвастивада представлена китайской школой цзюйшэ-цзун и соответствующей японской школой куся-сю, сосредоточенными на изучении Абхидхармакоши, переведённой на китайский Сюаньцзаном.